# Julia de Micheo Carrillo-Albornoz
Julia de Micheo Carrillo-Albornoz (Newcastle, 30 de julio de 1973) es una política española, diputada en el Congreso en la X Legislatura.

## Biografía
Ha sido Bachelor of artes in Business Management en la Universidad de Staffordshire y licenciada en comunicación y marketing. De 1993 a 1996 fue asistente parlamentaria del vicepresidente del Congreso, Federico Trillo, y lo siguió siendo cuando fue presidente del Congreso (1996-2000) y  Ministro de Defensa (2000-2004). De 2004 a 2008 fue asesor del Portavoz de la Comisión Constitucional y de 2008 a 2012 jefe de Gabinete del Coordinador de Justicia y Libertades Públicas del Partido Popular.
En mayo de 2012 sustituyó en su escaño Federico Trillo, quien había sido nombrado embajador en el Reino Unido. Ha sido vicepresidenta Primera de la Comisión Mixta Control Parlamentario de la Corporación RTVE y sus sociedades fue objeto de polémica debido a que su antiguo jefe, Federico Trillo esquivó la normativa vigente en obtener que Julia de Micheo fuera a trabajar para él en Londres, asistiendo en las relaciones con los empresarios aunque ello implicara que la diputada por Alicante no pudiera asistir a varios plenos del Congreso. 